# 阿布達比古根漢美術館
阿布達比古根漢美術館是位於阿拉伯聯合大公國阿布達比薩迪亞特島的美術館建設，為古根漢基金會第六座分館，占地450,000平方英尺，是目前現有的古根漢美術館中最大的。。

## 歷史

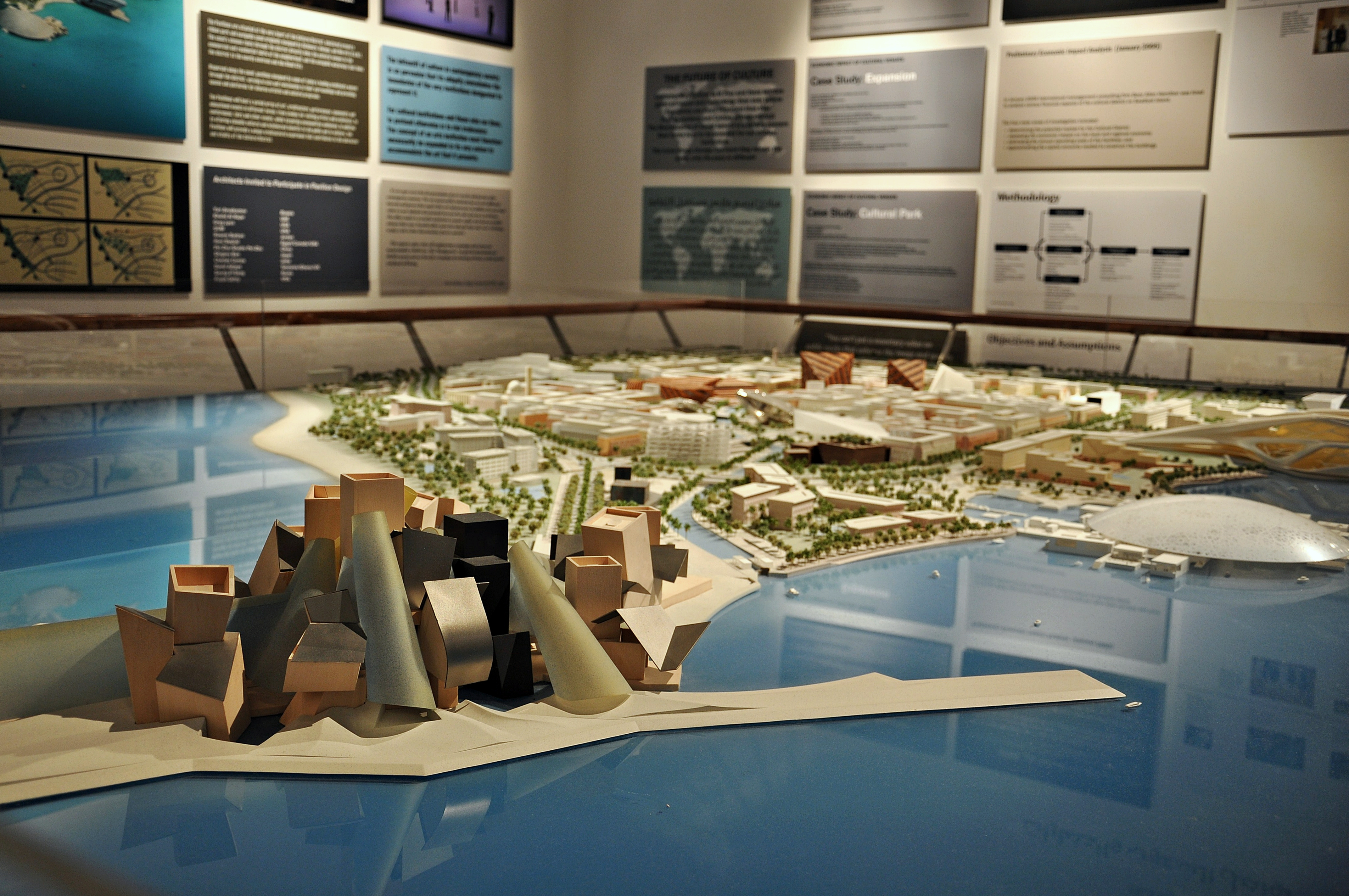
博物館模型

2006年由古根海姆基金会和阿拉伯聯合大公國阿布達比政府簽訂合同，斥資8億美元興建。美術館由法蘭克·蓋瑞設計，預計於2017年開館，但后来延期至2025年。

## 外部連結
- The Guggenheim Museums and Foundation （页面存档备份，存于）
- Official Site Guggenheim Abu Dhabi （页面存档备份，存于）